# 邵伯溫
邵伯溫（1057年—1134年），字子文，祖籍范陽（河北涿州），洛陽人，北宋政治人物。為邵雍之子。

## 生平
生於宋仁宗嘉佑二年（1057年），少與司馬光、吕公著、范纯仁等交遊，赵鼎称其“以学行起元祐，以名节居绍圣，以言废于崇宁”。元佑中，薦授大名府助教。徽宗即位，出現日蝕，上書言恢復舊制，知陕州灵宝县，政和间徙芮城。知果州。南渡後，官至提點成都路刑獄、利州路轉運副使。晚年提举太平观。卒於高宗紹興四年（1134年）。著有《邵氏聞見錄》。
邵伯溫反對變法，對王安石變法極盡詆毀，安石晚年悔恨為呂惠卿所陷、所誤等均出自於《邵氏聞見錄》，又說王安石主张“弃地五百里与辽”。李紱《書辨姦論後》認為《辨姦論》乃邵伯溫偽作。邵伯溫有三子：邵溥、邵博、邵傳。

## 延伸阅读
[在维基数据编辑]
 在维基文库阅读此作者作品
 《宋史/卷433》，出自脱脱《宋史》